# 布魯霍維奇
51°7′4″N 25°4′12″E / 51.11778°N 25.07000°E
布魯霍維奇（烏克蘭語：Бруховичі），是烏克蘭的村落，位於該國西部沃倫州，由科韋利區負責管轄，始建於1544年，面積0.09平方公里，海拔高度179米，2001年人口392，人口密度每平方公里4,355.56人。